# George Rex
George Rex (29 août 1765 - 3 avril 1839) est un entrepreneur d'origine britannique qui passa la majeure partie de sa vie adulte dans la colonie du Cap, en Afrique du Sud. Il fonde la ville de Knysna dans le Cap occidental et joue un rôle clé dans son développement. Rex occupe un certain nombre de postes dans la colonie du Cap, dont celui de maréchal de la vice-amirauté, notaire auprès du gouverneur et avocat de la Couronne - avant de s'installer à la ferme Melkhoutkraal, dans le district de Knysna. George Rex est le premier fils présumé du roi George III.

## Biographie
George Rex est le fils aîné de John Rex (1726–1792), un distillateur prospère à Whitechapel, Middlesex, qui était maître de la Distillers 'Company en 1782, par son épouse Sarah Creasey. Ses frères et sœurs sont Sarah Rex (1767–1769), John Rex (1768–1821), un marchand de vin et de brandy qui a nommé son «défunt frère  George Rex of the Cape of Good Hope» dans son testament, Sarah Rex (1770–1842). ) qui vit à Bath et correspond avec son frère George et Elizabeth Rex (1772–1773). John Rex nomme son fils George dans son testament en 1788, en disant qu'il est « already advanced ... very considerably more than I have my other son and daughter».
George Rex est stagiaire pendant sept ans auprès de l'un des procureurs généraux de la Court des Arches (en) en 1780 à l'âge de 14 ans, il est admis notaire public par le Bureau de la Faculté en 1786 à 21 ans. Il est surnuméraire des Doctors' Commons (en)  en 1787 et Proctor entre 1789-1797. Il est nommé Marshal et Sergeant-at-Mace de la Cour de vice-amirauté nouvellement créée au cap de Bonne-Espérance en 1797. Il est registraire des cours martiales, 1797-1801, et avocat de la Couronne, poste semblable à celui d'un procureur général colonial, 1798. Il achète quatre esclaves en 1799. Il est maréchal de la Cour de vice-amirauté, 1800-02. Il achète la ferme Schoonder Zigt (maintenant gérée sous le nom de Flower Street Guest House à Oranjezicht), Table Valley, Cape Town, en 1800, et demande la permission de vendre de la poudre à canon tirée d'une prise de guerre en 1801.
Le tribunal de la vice-amirauté ferme ses portes en décembre 1802 et il signe le serment de soumission à la République batave en 1803. Il vend Schoonder Zigt en 1804 et achète Melkhout Kraal à Knysna. Il y a 33 esclaves en 1805 et est copropriétaire du navire Young Phoenix entre 1810 et 1816. Il devient exportateur et négociant de bois, ayant une licence pour 400 bûcherons en 1811. Il est Postmaster  de Plettenberg Bay entre 1815 et 1820, et détient des licences de tir de gibier entre 1817 et 1820. Il achète d'autres fermes de prêt à Sandkraal, Welbedacht (rebaptisé Eastford), Jackals Kraal, Portland (1817) et Uitzigt (1830), environ 24 000 acres (97,12455408 km2)     .
Il construit le yacht Knysna en 1831, construit presque entièrement en Stinkwood (Ocotea bullata) et le slipway lui-même était de la même essence. Il devient un homme d'une certaine influence au Cap et régulièrement divertit en son domaine des visiteurs distingués d'outre-mer tels que Lord Charles Somerset, le comte de Caledon, plus tard, Sir Lowry Cole,, Christian Ferdinand Friedrich Krauss (en), scientifique allemand, voyageur et collectionneur, Jules Verreaux, botaniste, ornithologue et collectionneur professionnel et commerçant de spécimens d'histoire naturelle; Le prince William Frederick, duc de Gloucester et d'Édimbourg ont également visité pour une chasse à l'éléphant dans la forêt de Knysna .
Dans son testament, George Rex déclare qu'il ne s'est pas soumis aux lois matrimoniales de la colonie, mais qu'il a quatre enfants d'une ancienne esclave, Johanna Rosina van der Caap, puis neuf enfants d'une de ses filles (Carolina Margaretha Ungerer) par un ancien maître. Il est possible qu'il se soit marié en Angleterre avant d'aller en Afrique du Sud. Rex meurt le 3 avril 1839 et est enterré à Lower Old Place, Knysna.
Mabel Catherine Malherbe est l'une de ses descendants.

## Descendance royale alléguée
Il a souvent été déclaré, et était fermement cru par nombre de ses descendants, que George Rex était le fils du roi George III et de Hannah Lightfoot (en) . Ils croyaient qu'il avait été banni au Cap, nanti de grandes étendues de terre et interdit de se marier; une histoire avec de nombreux embellissements ultérieurs, qui a gagné du terrain dans les années 1860 à la suite du contact avec Mme Lavinia Ryves, la fille de l'imposteur et faussaire Olivia Serres (en),.
Le doute a été jeté sur cette théorie par Patricia Storrar dans "George Rex: Death of a Legend",. La possibilité que Rex ait du sang royal s'est avérée improbable par des tests génétiques[réf. nécessaire].